# Leichtathletik-Weltmeisterschaften 1987/400 m der Männer

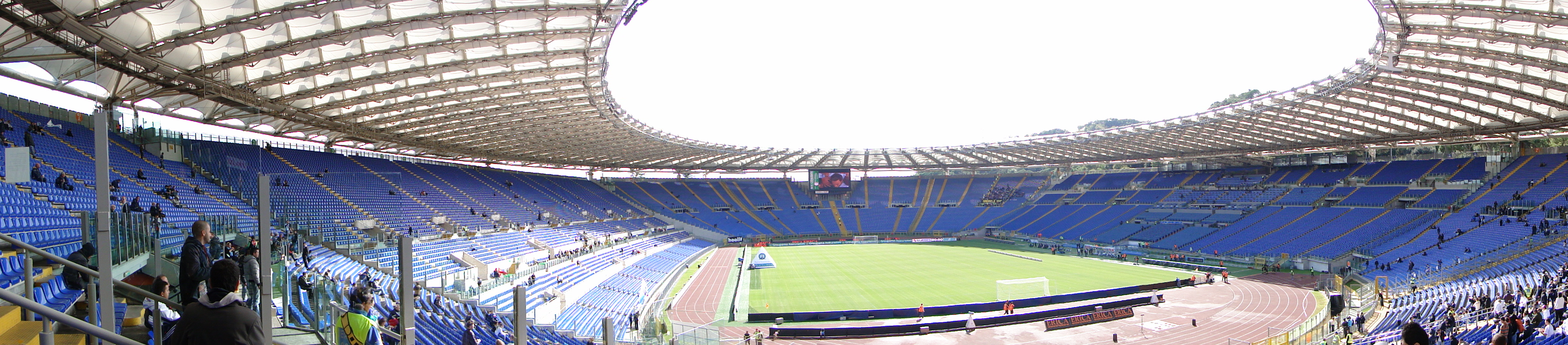
Das Olympiastadion in Rom im Jahr 2009

Der 400-Meter-Lauf der Männer bei den Leichtathletik-Weltmeisterschaften 1987 wurde vom 30. August bis 1. September 1987 im Olympiastadion der italienischen Hauptstadt Rom ausgetragen.
Weltmeister in der neuen Europarekordzeit von 44,33 s wurde der Vizeeuropameister von 1986 Thomas Schönlebe aus der DDR, der außerdem 1983 WM-Bronze mit der 4-mal-400-Meter-Staffel seines Landes gewonnen hatte. Die beiden Weltjahresbesten und eigentlichen Favoriten dieses Wettbewerbs belegten die Ränge zwei und drei. Zweiter wurde der Nigerianer Innocent Egbunike, der im Halbfinale mit 44,26 s einen neuen Weltmeisterschaftsrekord aufgestellt hatte. Bronze ging an den US-amerikanischen Weltjahresbesten Harry Reynolds, der drei Tage später die Goldmedaille mit der US-Staffel über 4 × 400 Meter errang.

## Rekorde

### Bestehende Rekorde
| Weltrekord               | 43,86 s | Lee Evans    | Olympische Spiele in Mexiko-Stadt, Mexiko | 18. Oktober 1968 |
| Weltmeisterschaftsrekord | 45,05 s | Bert Cameron | WM 1983 in Helsinki, Finnland             | 10. August 1983  |

### Rekordverbesserung
Der WM-Rekord wurde bei diesen Weltmeisterschaften dreimal verbessert:
- 45,03 s – Derek Redmond (Großbritannien), 1. Viertelfinale am 31. August
- 44,81 s – Thomas Schönlebe (DDR), 2. Viertelfinale am 31. August
- 44,26 s – Innocent Egbunike (Nigeria), 1. Halbfinale am 1. September

## Vorrunde
30. August 1987
Die Vorrunde wurde in sechs Läufen durchgeführt. Die ersten vier Athleten pro Lauf – hellblau unterlegt – sowie die darüber hinaus acht zeitschnellsten Läufer – hellgrün unterlegt – qualifizierten sich für das Viertelfinale.

### Vorlauf 1
| Platz | Name                   | Nation      | Zeit (s) |
| ----- | ---------------------- | ----------- | -------- |
| 1     | Harry Reynolds         | USA         | 45,51    |
| 2     | Susumu Takano          | Japan       | 45,68    |
| 3     | Mathias Schersing      | DDR         | 45,86    |
| 4     | Anton Skerritt         | Kanada      | 46,15    |
| 5     | Mohamed Amer al-Malky  | Oman        | 46,23    |
| 6     | Bruce Phillip          | Dominica    | 46,56    |
| 7     | Félix Stevens          | Kuba        | 46,89    |
| DNS   | Mohamed Hossain Milzer | Bangladesch |          |

### Vorlauf 2
| Platz | Name              | Nation                       | Zeit (s) |
| ----- | ----------------- | ---------------------------- | -------- |
| 1     | David Kitur       | Kenia                        | 45,39    |
| 2     | Innocent Egbunike | Nigeria                      | 45,84    |
| 3     | Elvis Forde       | Barbados                     | 45,99    |
| 4     | Héctor Daley      | Panama                       | 46,26    |
| 5     | Todd Bennett      | Großbritannien               | 46,58    |
| 6     | Lyndon George     | St. Lucia                    | 47,25    |
| 7     | Ian Morris        | Trinidad und Tobago          | 48,06    |
| 8     | Bienvenu Yagbongo | Zentralafrikanische Republik | 50,14    |

### Vorlauf 3
| Platz | Name                  | Nation         | Zeit (s) |
| ----- | --------------------- | -------------- | -------- |
| 1     | Gabriel Tiacoh        | Elfenbeinküste | 45,65    |
| 2     | Darren Clark          | Australien     | 45,70    |
| 3     | Alexander Kurotschkin | Sowjetunion    | 45,74    |
| 4     | Marcel Arnold         | Schweiz        | 45,76    |
| 5     | Devon Morris          | Jamaika        | 45,83    |
| 6     | Ismail Macev          | Jugoslawien    | 46,30    |
| 7     | Gerson Souza          | Brasilien      | 46,39    |
| DNS   | Yaya Seyba            | Mali           |          |

### Vorlauf 4
| Platz | Name             | Nation     | Zeit (s) |
| ----- | ---------------- | ---------- | -------- |
| 1     | Moses Ugbisie    | Nigeria    | 45,55    |
| 2     | Thomas Schönlebe | DDR        | 45,85    |
| 3     | Antonio McKay    | USA        | 46,30    |
| 4     | Roberto Ribaud   | Italien    | 46,37    |
| 5     | Yann Quentrec    | Frankreich | 46,78    |
| 6     | Mark Senior      | Jamaika    | 47,30    |
| 7     | Adramu Mikumi    | Tansania   | 47,39    |
| 8     | Dawda Jallow     | Gambia     | 48,40    |

### Vorlauf 5
| Platz | Name              | Nation           | Zeit (s) |
| ----- | ----------------- | ---------------- | -------- |
| 1     | Derek Redmond     | Großbritannien   | 45,33    |
| 2     | Jens Carlowitz    | DDR              | 45,52    |
| 3     | Roddie Haley      | USA              | 45,73    |
| 4     | Tito Sawe         | Kenia            | 45,93    |
| 5     | Lubos Balosak     | Tschechoslowakei | 46,49    |
| 6     | Antonio Sánchez   | Spanien          | 46,54    |
| 7     | Tamás Molnár      | Ungarn           | 46,80    |
| 8     | Elieser Wattebosi | Indonesien       | 47,32    |

### Vorlauf 6
| Platz | Name              | Nation                         | Zeit (s) |
| ----- | ----------------- | ------------------------------ | -------- |
| 1     | Roberto Hernández | Kuba                           | 45,68    |
| 2     | John Anzrah       | Kenia                          | 45,91    |
| 3     | Bert Cameron      | Jamaika                        | 45,94    |
| 4     | Philip Brown      | Großbritannien                 | 46,08    |
| 5     | Alemayehu Gudeta  | Äthiopien                      | 46,25    |
| 6     | Wladimir Pronin   | Sowjetunion                    | 46,26    |
| 7     | Jesús Malave      | Venezuela                      | 47,10    |
| 8     | Lenford O’Garro   | St. Vincent und die Grenadinen | 49,19    |

## Viertelfinale
31. August 1987
Aus den vier Viertelfinalläufen qualifizierten sich die jeweils ersten drei Athleten – hellblau unterlegt – sowie die eigentlich darüber hinaus vier zeitschnellsten Läufer für das Halbfinale. Es gab allerdings zwei zeitgleiche Athleten, die vier Ränge hinter den über ihre Platzierung qualifizierten Sportlern lagen. Beide wurden für die nächste Runde zugelassen. So erreichten fünf Läufer das Halbfinale über ihre Zeit – hellgrün unterlegt. Insgesamt qualifizierten sich siebzehn Läufer für das Halbfinale teil, was kein Problem darstellte, denn das Stadion verfügte über die in einem der beiden Halbfinalläufe notwendigen neun Bahnen.

### Viertelfinallauf 1
| Platz | Name              | Nation         | Zeit (s) |
| ----- | ----------------- | -------------- | -------- |
| 1     | Derek Redmond     | Großbritannien | 45,03 CR |
| 2     | Roberto Hernández | Kuba           | 45,33    |
| 3     | Mathias Schersing | DDR            | 45,50    |
| 4     | Darren Clark      | Australien     | 45,58    |
| 5     | Héctor Daley      | Panama         | 46,05    |
| 6     | Antonio Sánchez   | Spanien        | 46,19    |
| 7     | John Anzrah       | Kenia          | 46,45    |
| DNS   | Alemayehu Gudeta  | Äthiopien      |          |

### Viertelfinallauf 2
| Platz | Name                  | Nation           | Zeit (s) |
| ----- | --------------------- | ---------------- | -------- |
| 1     | Thomas Schönlebe      | DDR              | 44,81 CR |
| 2     | David Kitur           | Kenia            | 44,84    |
| 3     | Roddie Haley          | USA              | 45,14    |
| 4     | Bert Cameron          | Jamaika          | 45,14    |
| 5     | Susumu Takano         | Japan            | 45,81    |
| 6     | Mohamed Amer al-Malky | Oman             | 45,94    |
| 7     | Wladimir Pronin       | Sowjetunion      | 45,94    |
| 8     | Lubos Balosak         | Tschechoslowakei | 46,76    |

### Viertelfinallauf 3

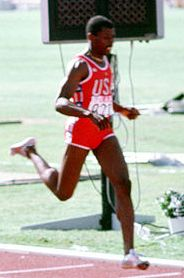
Antonio McKay verpasste den Halbfinaleinzug mit seinen 45,85 s um neun Hundertstelsekunden

| Platz | Name                  | Nation      | Zeit (s) |
| ----- | --------------------- | ----------- | -------- |
| 1     | Innocent Egbunike     | Nigeria     | 45,46    |
| 2     | Devon Morris          | Jamaika     | 45,49    |
| 3     | Harry Reynolds        | USA         | 45,49    |
| 4     | Anton Skerritt        | Kanada      | 45,65    |
| 5     | Alexander Kurotschkin | Sowjetunion | 45,76    |
| 6     | Tito Sawe             | Kenia       | 45,93    |
| 7     | Gerson Souza          | Brasilien   | 46,46    |
| 8     | Ismail Macev          | Jugoslawien | 46,54    |

### Viertelfinallauf 4
| Platz | Name           | Nation         | Zeit (s) |
| ----- | -------------- | -------------- | -------- |
| 1     | Jens Carlowitz | DDR            | 45,27    |
| 2     | Moses Ugbisie  | Nigeria        | 45,30    |
| 3     | Gabriel Tiacoh | Elfenbeinküste | 45,33    |
| 4     | Marcel Arnold  | Schweiz        | 45,76    |
| 5     | Antonio McKay  | USA            | 45,85    |
| 6     | Elvis Forde    | Barbados       | 45,92    |
| 7     | Philip Brown   | Großbritannien | 46,49    |
| 8     | Roberto Ribaud | Italien        | 46,68    |

## Halbfinale
1. September 1987
Aus den beiden Halbfinalläufen qualifizierten sich die jeweils ersten vier Athleten – hellblau unterlegt – für das Finale.

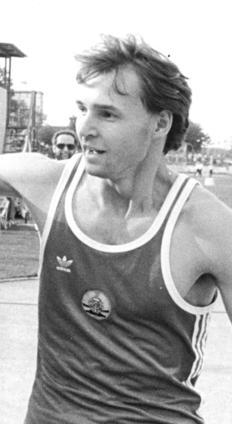
Mathias Schersing schied als Siebter seines Halbfinallaufs aus

### Lauf 1
| Platz | Name                  | Nation      | Zeit (s) |
| ----- | --------------------- | ----------- | -------- |
| 1     | Innocent Egbunike     | Nigeria     | 44,26 CR |
| 2     | Thomas Schönlebe      | DDR         | 44,60    |
| 3     | Roberto Hernández     | Kuba        | 44,83    |
| 4     | Roddie Haley          | USA         | 45,21    |
| 5     | Anton Skerritt        | Kanada      | 45,26    |
| 6     | Marcel Arnold         | Schweiz     | 45,62    |
| 7     | Mathias Schersing     | DDR         | 45,67    |
| 8     | Alexander Kurotschkin | Sowjetunion | 45,73    |
| 9     | Devon Morris          | Jamaika     | 45,76    |

### Lauf 2

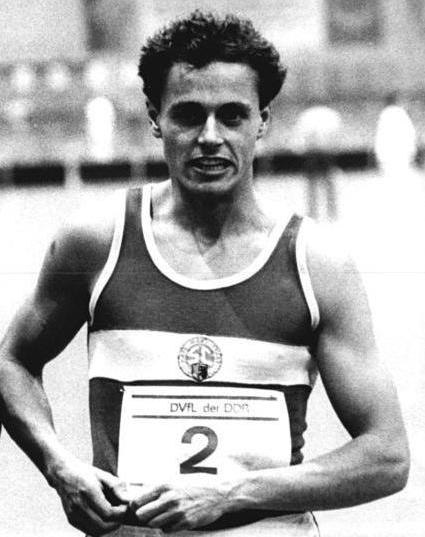
Um einen Rang oder drei Hundertstelse-
kunden verpasste Jens Carlowitz mit seinen 44,97 s das Finale

| Platz | Name           | Nation         | Zeit (s) |
| ----- | -------------- | -------------- | -------- |
| 1     | Derek Redmond  | Großbritannien | 44,50    |
| 2     | Gabriel Tiacoh | Elfenbeinküste | 44,69    |
| 3     | David Kitur    | Kenia          | 44,73    |
| 4     | Harry Reynolds | USA            | 44,94    |
| 5     | Jens Carlowitz | DDR            | 44,97    |
| 6     | Bert Cameron   | Jamaika        | 45,19    |
| 7     | Moses Ugbisie  | Nigeria        | 45,72    |
| 8     | Darren Clark   | Australien     | 45,93    |

## Finale
3. September 1987
| Platz | Name              | Nation         | Zeit (s) |
| ----- | ----------------- | -------------- | -------- |
| 1     | Thomas Schönlebe  | DDR            | 44,33 ER |
| 2     | Innocent Egbunike | Nigeria        | 44,56    |
| 3     | Harry Reynolds    | USA            | 44,80    |
| 4     | Roberto Hernández | Kuba           | 44,99    |
| 5     | Derek Redmond     | Großbritannien | 45,06    |
| 6     | David Kitur       | Kenia          | 45,34    |
| 7     | Gabriel Tiacoh    | Elfenbeinküste | 46,27    |
| 8     | Roddie Haley      | USA            | 46,77    |

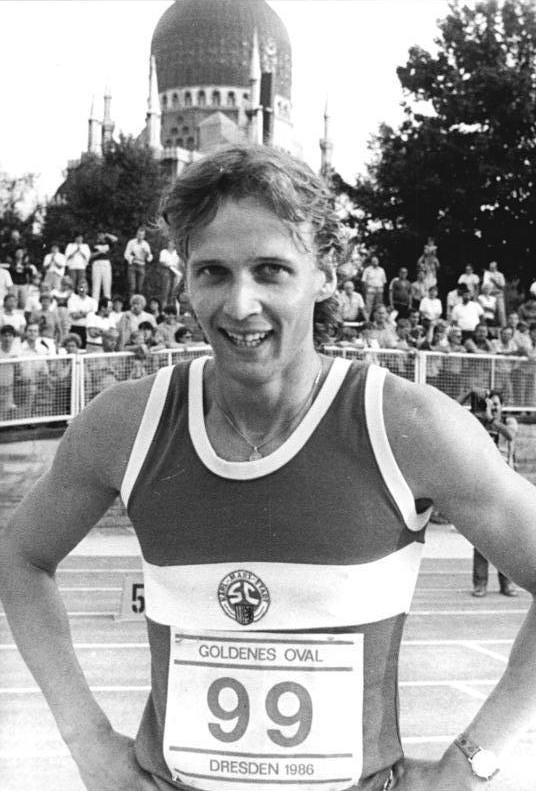
Überraschungsweltmeister Thomas Schönlebe, im Jahr zuvor Vizeeuropameister

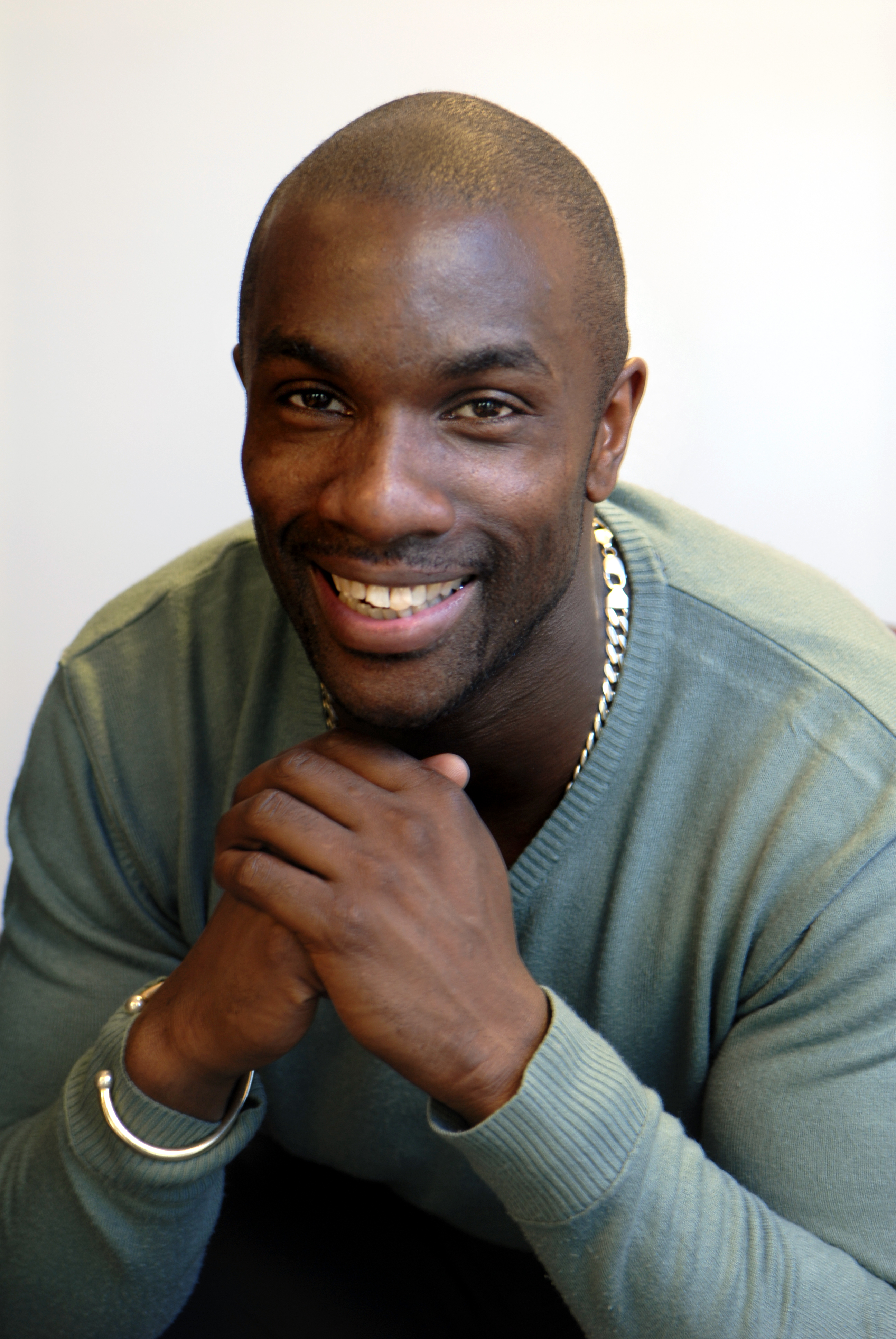
Derek Redmond konnte im Finale nicht mehr ganz an seine starke Leistung aus dem Halbfinale anknüpfen, mit der er Silber gewonnen hätte, und belegte Rang fünf
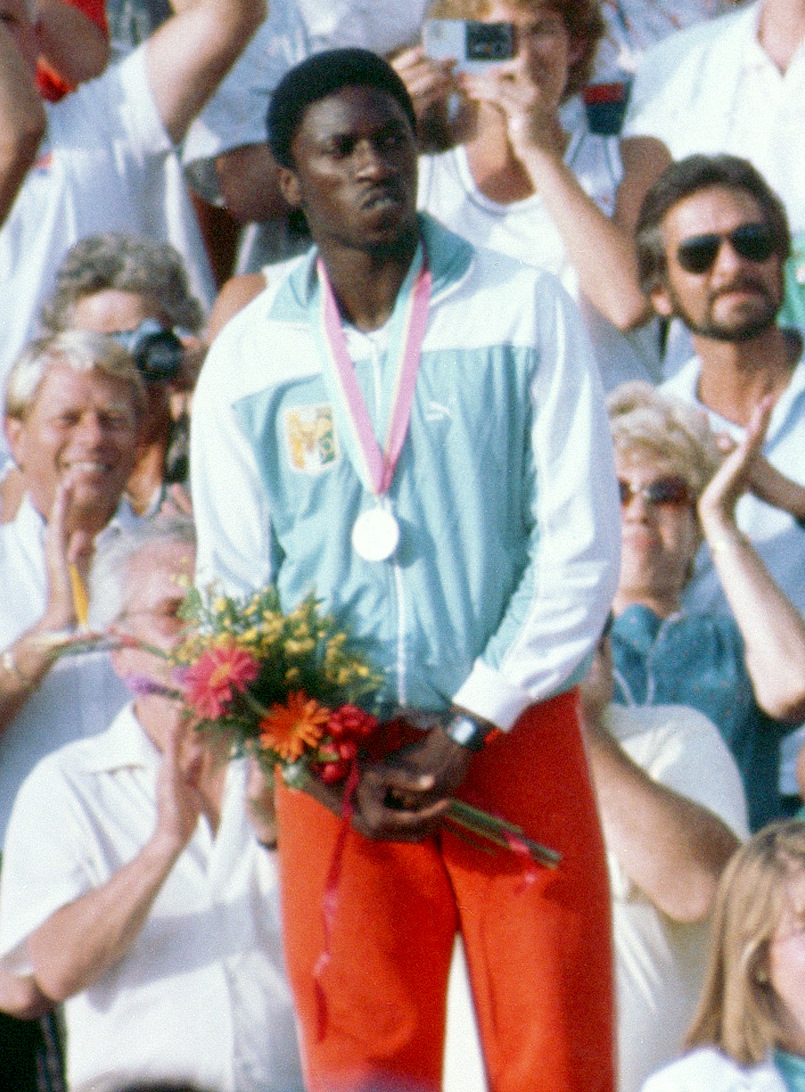
Der Olympiazweite von 1984 Gabriel Tiacoh kam hier auf den siebten Platz